# 蒂利 (安德尔省)
蒂利（法語：Tilly）是法国安德尔省的一个市镇，属于勒布朗克区（Le Blanc）贝拉布尔县（Bélâbre）。该市镇总面积14.77平方公里，2009年时的人口为169人。

## 人口
蒂利人口变化图示